# 13 stycznia
13 stycznia jest 13. dniem w kalendarzu gregoriańskim. Do końca roku pozostało 352 (w latach przestępnych 353) dni.

## Święta
- Imieniny obchodzą: Bogumił, Bogusąd, Falisław, Glafyra, Godfryd, Gotfryd, Hilary, Judyta, Leoncjusz, Melania, Remigia, Remigiusz i Weronika.
- Polska – Dzień Wzajemnej Adoracji[1]
- Togo – Dzień Wolności
- Wspomnienia i święta w Kościele katolickim[2][3] obchodzą:
  - bł. Franciszek Maria Greco (prezbiter)
  - św. Glafyra z Amazji (dziewica z IV w.)
  - św. Hermylus i Stratonikus(inne języki)[4] (męczennicy z IV w.) – także w Kościele neounickim[5] w ramach po-święta Teofanii
  - św. Hilary (biskup Poitiers)
  - św. Leoncjusz (biskup Cezarei Kapadockiej)
  - św. Remigiusz (biskup Reims)
  - bł. Weronika Negroni (mniszka)

## Wydarzenia w Polsce
- 1455 – Wojna trzynastoletnia: wojska krzyżackie przeprowadziły nieudany atak na Gdańsk.
- 1502 – Król Aleksander Jagiellończyk zwolnił mieszczan bydgoskich z ceł od towarów przywożonych w drodze powrotnej z Gdańska.
- 1650 – Wejherowo otrzymało prawa miejskie.
- 1660 – IV wojna polsko-rosyjska: wojska rosyjskie złupiły i spaliły Brześć Litewski.
- 1683 – Została poświęcona Kaplica Królewska w Gdańsku.
- 1770 – Konfederaci barscy ponieśli klęskę w bitwie z wojskami rosyjskimi pod Grabem.
- 1817 – Prof. Feliks Radwański wywalczył w Senacie Rzeczypospolitej Krakowskiej decyzję o niewyburzaniu części murów obronnych Barbakanu i Bramy Floriańskiej.
- 1830 – W Poznaniu założono pierwszą miejską szkołę średnią dla dziewcząt.
- 1867 – Utworzono gubernię piotrkowską.
- 1919:
  - Pod naciskiem mocarstw zachodnich Polska wycofała wojska ze Spiszu i Orawy. W zamian Czechosłowacja zezwoliła na tranzyt broni do Polski przez swe terytorium.
  - Władze niemieckie wprowadziły stan oblężenia dla Górnego Śląska, który obowiązywał do 1 maja tego roku.
- 1931 – W Krakowie policja rozpędziła przed magistratem demonstrujących bezrobotnych.
- 1932 – Ogłoszono wyroki w tzw. procesie brzeskim przywódców Centrolewu.
- 1936 – Ogłoszono wyroki w procesie ukraińskich nacjonalistów oskarżonych o udział w zamachu na ministra spraw wewnętrznych Bronisława Pierackiego w 1934 roku.
- 1942 – Niemcy utworzyli getto żydowskie w Brodach koło Lwowa.
- 1943 – Niemcy zlikwidowali getto żydowskie w Szydłowcu.
- 1945:
  - Krajowa Rada Narodowa wydała dekret o wycofaniu z obiegu rubla radzieckiego.
  - W wyniku nalotu 250 amerykańskich bombowców została ostatecznie unieruchomiona fabryka benzyny syntetycznej w Policach.
- 1946 – W Cieszynie powstało przedsiębiorstwo Zampol, największy w kraju producent zamków błyskawicznych.
- 1950 – Powstała wieczorowa Szkoła Inżynierska Naczelnej Organizacji Technicznej w Radomiu (obecnie Uniwersytet Technologiczno-Humanistyczny im. Kazimierza Pułaskiego w Radomiu).
- 1954 – Zlikwidowano więzienie na lubelskim zamku.
- 1957 – Założono Aeroklub Ziemi Lubuskiej.
- 1964 – Karol Wojtyła został nominowany na arcybiskupa metropolitę krakowskiego.
- 1965 – W kawiarni Nowy Świat w Warszawie odbyła się premiera pierwszego programu Kabaretu Dudek.
- 1974 – W Teatrze Starym w Krakowie odbyła się premiera Nocy Listopadowej Stanisława Wyspiańskiego w reżyserii Andrzeja Wajdy.
- 1982 – Stan wojenny: powołano Ogólnopolski Komitet Oporu.
- 1984 – Zakończył się proces byłych władz telewizji i radia. Były przewodniczący Radiokomitetu Maciej Szczepański został skazany na 8 lat pozbawienia wolności.
- 2002 – Odbył się 10. Finał Wielkiej Orkiestry Świątecznej Pomocy.
- 2003 – Spłonęło doszczętnie schronisko studenckie Chata Socjologa na szczycie pasma Otryt w Bieszczadach Zachodnich.
- 2005 – W południowej części Górnego Śląska był odczuwalny wstrząs sejsmiczny o sile 3,5 stopnia, wywołany wypadkiem w KWK „Rydułtowy-Anna”.
- 2008 – Odbył się 16. Finał Wielkiej Orkiestry Świątecznej Pomocy.
- 2009 – Oddział GDDKiA w Białymstoku zerwał umowę na budowę obwodnicy Augustowa.
- 2013 – Odbył się 21. Finał Wielkiej Orkiestry Świątecznej Pomocy.
- 2019:
  - Odbył się 27. Finał Wielkiej Orkiestry Świątecznej Pomocy.
  - W Gdańsku dokonano zamachu na prezydenta miasta Pawła Adamowicza, który w wyniku odniesionych obrażeń zmarł następnego dnia w szpitalu.

## Wydarzenia na świecie

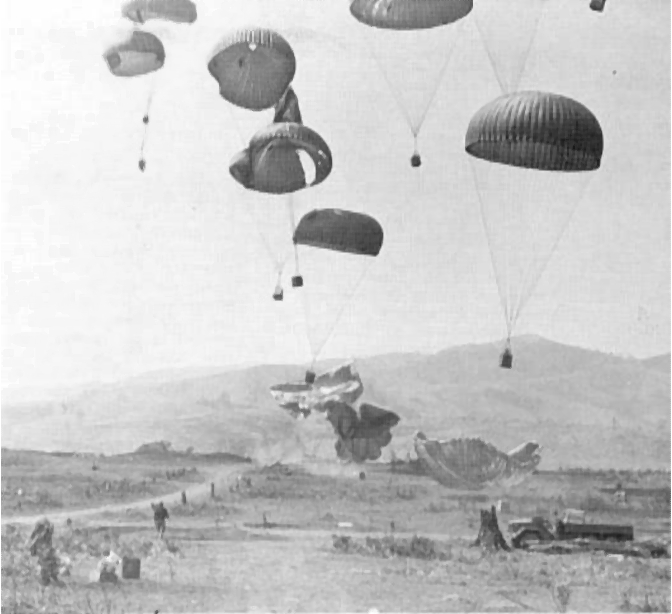
Zrzut amerykańskiego zaopatrzenia w czasie wojny w Wietnamie

- 532 – Powstanie Nika: zbuntowany tłum rozpoczął 5-dniowe oblężenie pałacu cesarza Justyniana I Wielkiego w Konstantynopolu.
- 845 – Na dworze króla wschodniofrankijskiego Ludwika II w Ratyzbonie przyjęło chrzest 14 czeskich książąt wraz ze swymi drużynami.
- 888 – Odon został królem zachodnich Franków.
- 1129 – Rozpoczął się synod w Troyes na którym powstała reguła zakonna templariuszy.
- 1173 – Bela III został koronowany na króla Węgier i Chorwacji.
- 1257 – Ryszard z Kornwalii został wybrany na króla Niemiec. 1 kwietnia tego roku inna grupa elektorów wybrała króla Kastylii i Leónu Alfonsa X (podwójna elekcja króla niemieckiego).
- 1408 – Wojna Appenzellu: klęska wojsk szwajcarskich w bitwie pod Bregencją ze szwabskim rycerstwem.
- 1435 – Papież Eugeniusz IV ogłosił encyklikę Sicut dudum(inne języki) w której potępił Hiszpanów za branie do niewoli tubylczych mieszkańców Wysp Kanaryjskich.
- 1510 – Armia moskiewska wkroczyła do Pskowa likwidując Republikę Pskowską.
- 1547:
  - Angielski poeta i arystokrata Henry Howard został skazany na śmierć za zdradę.
  - Podczas soboru trydenckiego uchwalono dekret dogmatyczny o usprawiedliwieniu.
- 1681 – Zawarto traktat w Bachczysaraju kończący I wojnę rosyjsko-turecką.
- 1750 – Hiszpania i Portugalia zawarły w Madrycie porozumienie o podziale stref wpływów w Ameryce Południowej.
- 1775 – W Monachium odbyła się premiera włoskiej opery Rzekoma ogrodniczka Wolfganga Amadeusa Mozarta.
- 1790 – Rewolucja francuska: Konstytuanta zabroniła na terytorium Francji składania ślubów zakonnych.
- 1797 – Wojna brytyjsko-francuska: brytyjska fregata HMS „Indefatigable” i mniejszy okręt HMS „Amazon” przechwyciły i doprowadziły do rozbicia na mieliźnie powracający do Francji, po nieudanym desancie na wybrzeżu Irlandii, liniowiec „Droits de l’Homme(inne języki)”. Zginęło ponad tysiąc członków załogi i przewożonych żołnierzy.
- 1822 – Proklamowano niepodległość Grecji (od Imperium Osmańskiego).
- 1840 – W odległości 4 mil od Long Island spłonął i zatonął parowiec „Lexington”, w wyniku czego zginęło 139 osób.
- 1842 – I wojna brytyjsko-afgańska: masakra armii Elphinstone’a (6–13 stycznia).
- 1847 – Wojna amerykańsko-meksykańska: kapitulacja meksykańskiego garnizonu w Los Angeles.
- 1848 – Papież Pius IX erygował metropolię Quito w Ekwadorze.
- 1849:
  - II wojna Brytyjczyków z Sikhami: odwrotem wojsk brytyjskich zakończyła się bitwa pod Chillianwala.
  - Powstanie węgierskie: 8-tysięczny korpus węgierski dowodzony przez gen. Józefa Bema odrzucił 10-tysięczny korpus austriacki gen. Antona von Puchnera(inne języki), wyzwalając północny Siedmiogród (19 grudnia-13 stycznia).
- 1874 – Ponciano Leiva(inne języki) został prezydentem Hondurasu.
- 1875 – Francuski astronom Paul Henry odkrył planetoidę (141) Lumen.
- 1877 – Francuski astronom Alphonse Borrelly odkrył planetoidę Ophelia.
- 1895 – I wojna włosko-abisyńska: rozpoczęła się bitwa pod Coatit.
- 1898 – Francuski pisarz Émile Zola opublikował słynny list J’Accuse…! (Oskarżam!) w sprawie afery Dreyfusa.
- 1901:
  - Na 9 dni przed śmiercią królowa brytyjska Wiktoria dokonała ostatniego wpisu w swym prowadzonym od 13 roku życia pamiętniku.
  - Niemiecki astronom Max Wolf odkrył planetoidę (465) Alekto.
- 1907:
  - W Niemczech założono pierwszy klub hodowców rottweilera.
  - Założono szwedzki klub piłkarski Degerfors IF.
- 1910 – W Nowym Jorku po raz pierwszy na świecie przeprowadzono radiową transmisję opery.
- 1915 – W wyniku trzęsienia ziemi w regionie Abruzzów we Włoszech zginęło około 29,5 tys. osób.
- 1917 – W katastrofie pociągu na stacji Ciurea w północno-wschodniej Rumunii zginęło od 800 do 1000 osób.
- 1918 – Wojna domowa w Rosji: Krymski Pułk Konny został rozgromiony przez wojska bolszewickie w bitwie nad rzeką Almą.
- 1923 – Niedaleko Hawany w wyniku przymusowego wodowania łodzi latającej Aeromarine 75 należącej do Aeromarine West Indies Airways zginęły 4 osoby. Były to pierwsze ofiary śmiertelne w historii amerykańskich linii lotniczych.
- 1927 – Podpisano niemiecko-włoską umowę o budowie autostrady Hamburg-Mediolan.
- 1935 – W będącym od 1920 roku pod zarządem Ligi Narodów Terytorium Saary odbył się plebiscyt, w którym ponad 90% głosujących opowiedziało się za przyłączeniem tego regionu do Niemiec.
- 1937 – Ustanowiono honorowy tytuł Ludowego Artysty ZSRR.
- 1939:
  - 71 osób zginęło w wyniku pożaru 20 tys. km² buszu w australijskim stanie Wiktoria (tzw. „czarny piątek”).
  - Węgry przystąpiły do Paktu antykominternowskiego.
- 1940:
  - Dokonano oblotu radzieckiego myśliwca Jak-1.
  - Ogłoszono powszechną mobilizację w Belgii.
- 1942:
  - Bitwa o Atlantyk: niemieckie U-Booty rozpoczęły ofensywę u wschodnich wybrzeży USA (operacja „Paukenschlag”).
  - Dokonano oblotu pierwszego seryjnie produkowanego śmigłowca, amerykańskiego Sikorsky R-4.
  - Po raz pierwszy w momencie zagrożenia katapultował się pilot samolotu (Niemcy).
  - Wojna na Pacyfiku: zwycięstwo wojsk japońskich nad holenderskimi w bitwie o Manado na Celebesie.
- 1943 – Adolf Hitler ogłosił decyzję o rozpoczęciu wojny totalnej.
- 1944 – Została powołana Komisja Nikołaja Burdenki, która miała udowodnić, że zbrodnia katyńska na polskich oficerach dokonana wiosną 1940 roku przez NKWD, została popełniona przez Niemców w 1941 roku.
- 1945:
  - 2306 osób zginęło na japońskiej wyspie Honsiu w wyniku trzęsienia ziemi z epicentrum w zatoce Mikawa.
  - Największy aliancki nalot bombowy na Saarbrücken.
- 1949 – I wojna arabsko-izraelska: rozpoczęły się tajne negocjacje pokojowe na greckiej wyspie Rodos.
- 1953 – Dziennik „Prawda” poinformował o wykryciu rzekomego spisku lekarzy kremlowskich.
- 1957 – Amerykańskie przedsiębiorstwo Wham-O(inne języki) rozpoczęło produkcję frisbee.
- 1963 – Pierwszy prezydent Togo Sylvanus Olympio został obalony i zamordowany w wyniku wojskowego zamachu stanu.
- 1964:
  - Bob Dylan wydał swój trzeci album The Times They Are a-Changin’.
  - Bombowiec B-52 z dwiema bombami atomowymi na pokładzie rozbił się w Cumberland w amerykańskim stanie Maryland.
  - Około 100 osób zginęło w starciach między hindusami i muzułmanami w Kalkucie.
- 1966 – W Watykanie odbyły się obchody Milenium chrztu Polski.
- 1968 – Johnny Cash wystąpił z koncertem w więzieniu stanowym w Folsom w Kalifornii, w trakcie którego nagrano album At Folsom Prison.
- 1972:
  - Premier Ghany Kofi Abrefa Busia został obalony w wojskowym zamachu stanu kierowanym przez płka Ignatiusa Kutu Acheamponga.
  - Prezydent Richard Nixon zapowiedział wycofanie do 1 maja z Wietnamu 70 tys. spośród 139 tys. amerykańskich żołnierzy.
- 1973 – Ukazał się debiutancki album amerykańskiej grupy Aerosmith pt. Aerosmith.
- 1977:
  - W katastrofie samolotu Tu-104A pod Ałma Atą w Kazachstanie zginęło 96 osób.
  - W katastrofie japońskiego samolotu Douglas DC-8 Cargo krótko po starcie z Anchorage na Alasce zginęło 5 osób.
- 1979 – Podczas śnieżycy w Rockford w amerykańskim stanie Illinois spadło 191 cm śniegu.
- 1982 – 78 osób zginęło, a 10 zostało rannych w katastrofie Boeinga 737, który krótko po starcie uderzył w most i wpadł do rzeki Potomak w Waszyngtonie.
- 1985 – 428 osób zginęło w katastrofie kolejowej w Etiopii.
- 1986:
  - Na zdjęciach dostarczonych przez sondę Voyager 2 zostały odkryte księżyce Urana: Belinda, Desdemona i Rozalinda.
  - W wyniku przewrotu w Ludowo-Demokratycznej Republice Jemenu władzę przejął Hajdar Abu Bakr al-Attas.
- 1987 – Papież Jan Paweł II przyjął na audiencji prywatnej gen. Wojciecha Jaruzelskiego.
- 1988 – Lee Teng-hui został prezydentem Tajwanu.
- 1990 – W stolicy Azerbejdżanu Baku rozpoczął się pogrom miejscowych Ormian, w którym do 19 stycznia zginęło od 66-86 osób, a 200-300 zostało rannych.
- 1991 – W wyniku ataku armii radzieckiej na Litwinów oblegających wieżę telewizyjną w Wilnie zginęło 14 osób, a 400 zostało rannych.
- 1992 – W Wilnie została podpisana polsko-litewska deklaracja o przyjaznych stosunkach i dobrosąsiedzkiej współpracy.
- 1993:
  - Były przywódca byłej NRD Erich Honecker został zwolniony z więzienia ze względu na zły stan zdrowia,
  - Rozpoczęła się misja STS-54 wahadłowca Endeavour,
  - W Paryżu podpisano Konwencję o zakazie broni chemicznej.
- 1998 – Włoski pisarz Alfredo Ormando dokonał w Watykanie aktu samospalenia w proteście przeciwko stosunkowi Kościoła katolickiego do osób homoseksualnych.
- 2000:
  - 22 spośród 41 osób na pokładzie zginęły w katastrofie libijskiego samolotu pasażerskiego Short 360 na Morzu Śródziemnym niedaleko portu Marsa al-Burajka.
  - Park Tae-joon(inne języki) został premierem Korei Południowej.
- 2001 – 944 osoby zginęły, a ponad 5 tys. zostało rannych w wyniku trzęsienia ziemi, które nawiedziło Salwador.
- 2004:
  - 37 osób zginęło w katastrofie samolotu Jak-40, podczas podchodzenia do lądowania na lotnisku w Taszkencie.
  - Kodak ogłosił zakończenie produkcji aparatów małoobrazkowych.
  - Mehmet Ali Talat został premierem Cypru Północnego.
- 2006:
  - 18 cywilów zginęło w amerykańskim nalocie na pakistańską wioskę Damadola, którego celem miał być numer 2 Al-Ka’idy Ajman az-Zawahiri.
  - Drøbak w Norwegii odzyskał prawa miejskie.
- 2007 – Trzęsienie ziemi o sile 8,3 stopnia w skali Richtera w okolicy Wysp Kurylskich.
- 2009 – W stolicy Łotwy Rydze doszło do antyrządowych zamieszek wywołanych kryzysem ekonomicznym.
- 2011 – Tadżykistan scedował na rzecz Chin sporny obszar o powierzchni 1 tys. km².
- 2012 – U wybrzeży wyspy Giglio zatonął włoski statek wycieczkowy „Costa Concordia”, w wyniku czego zginęły 32 osoby, a 64 zostały ranne.
- 2015 – Wojna w Donbasie: 12 osób zginęło, a 18 zostało rannych w wyniku ostrzału autobusu przez prorosyjskich separatystów w pobliżu Wołnowachy.
- 2018 – W pierwszej turze wyborów prezydenckich w Czechach najwięcej głosów zdobyli: ubiegający się o reelekcję Miloš Zeman (38,56%) i Jiří Drahoš (26,60%).
- 2020 – Robert Abela został premierem Malty.
- 2022 – Teledysk do piosenki Baby Shark osiągnął po raz pierwszy w historii serwisu YouTube 10 mld wyświetleń.

## Urodzili się
- 5 p.n.e. – Han Guangwudi, cesarz Chin (zm. 57)
- 101 – Cejoniusz Kommodus, rzymski następca tronu (zm. 138)
- 915 – Al-Hakam II, kalif Kordoby (zm. 976)
- 1333:
  - Fadryk Alfons Kastylijski, pan na Haro, wielki mistrz zakonu Santiago (zm. 1358)
  - Henryk II Trastámara, król Kastylii i Leónu (zm. 1379)
- 1338 – Jeong Mong-ju, koreański polityk, filozof, pisarz (zm. 1392)
- 1381 – Koleta Boylet, francuska zakonnica, mistyczka, święta (zm. 1447)
- 1505 – Joachim II Hektor, elektor Brandenburgii (zm. 1571)
- 1512 – Gaspar de Quiroga y Vela, hiszpański kardynał, inkwizytor (zm. 1594)
- 1562 – Mark Alexander Boyd(inne języki), szkocki poeta, najemnik (zm. 1601)
- 1590 – Artur Bell, angielski franciszkanin, męczennik, błogosławiony (zm. 1643)
- 1596 – Jan van Goyen, holenderski malarz (zm. 1656)
- 1610 – Maria Anna Habsburg, księżna bawarska (zm. 1665)
- 1635 – Philipp Jacob Spener, niemiecki teolog luterański (zm. 1705)
- 1636 – Georg Thebesius, niemiecki kronikarz (zm. 1688)
- 1655 – Bernard de Montfaucon, francuski benedyktyn, uczony, paleograf (zm. 1741)
- 1659 – Johann Arnold Nering, niemiecki architekt (zm. 1695)
- 1672 – Lucia Filippini, włoska zakonnica, święta (zm. 1732)
- 1674 – Prosper Jolyot de Crébillon, francuski dramaturg, poeta (zm. 1762)
- 1683 – Christoph Graupner, niemiecki kompozytor (zm. 1760)
- 1699 – Paweł Świetlicki, polski teolog i kaznodzieja ewangelicki, chemik, fizyk, orientalista (zm. 1756)
- 1731 – Karl von Gontard, niemiecki architekt (zm. 1791)
- 1720 – Melchior Jan Kochnowski, polski duchowny katolicki, biskup pomocniczy chełmski, rektor Akademii Zamojskiej (zm. 1788)
- 1734 – Luka Sorkočević, chorwacki kompozytor (zm. 1789)
- 1737 – Joseph Hilarius Eckhel, austriacki jezuita, numizmatyk (zm. 1798)
- 1738 – Jan Dekert, polski polityk, prezydent Warszawy (zm. 1790)
- 1749 – Maler Müller(inne języki), niemiecki malarz (zm. 1825)
- 1763 – Alexandre Andrault de Langeron, francuski generał piechoty w służbie rosyjskiej (zm. 1831)
- 1774 – Izydor Krasiński, polski generał piechoty, minister wojny Rządu Narodowego w czasie powstania listopadowego (zm. 1840)
- 1775 – Stanisław Kostka Zamoyski, polski szlachcic, polityk (zm. 1856)
- 1777 – Nikołaj Sulima, rosyjski generał, polityk (zm. 1840)
- 1789 – Ignacy Hilary Ledóchowski, polski generał (zm. 1870)
- 1793 – Franciszek Ksawery Matejko, czeski guwerner, nauczyciel muzyki, ojciec Jana (zm. 1860)
- 1800 – Feliks Stobnicki, polski oficer, polityk (zm. 1882)
- 1802 – Eduard von Bauernfeld, austriacki dramatopisarz, poeta, gawędziarz, satyryk (zm. 1890)
- 1803 – Gustavo Modena, włoski aktor, rewolucjonista (zm. 1861)
- 1804:
  - (lub 1805) Maria Czarkowska, polska hrabina, właścicielka ziemska, filantropka (zm. 1893)
  - Paul Gavarni, francuski rysownik, karykaturzysta (zm. 1866)
- 1807:
  - Francis Burt, amerykański polityk, pierwszy gubernator Terytorium Nebraski (zm. 1854)
  - Bartłomieja Capitanio, włoska zakonnica, święta (zm. 1833)
- 1808 – Salmon Chase, amerykański prawnik, polityk, prezes Sądu Najwyższego (zm. 1873)
- 1809 – Friedrich von Beust, saski i austriacki polityk (zm. 1886)
- 1810 – Ernestine Rose, amerykańska feministka pochodzenia polsko-żydowskiego (zm. 1892)
- 1812:
  - Maurycy Eustachy Potocki, polski ziemianin, oficer (zm. 1879)
  - Teodor Tripplin, polski lekarz, podróżnik, pisarz, uczestnik powstania listopadowego, działacz emigracyjny pochodzenia francuskiego (zm. 1881)
- 1814 – Michelangelo Celesia, włoski duchowny katolicki, arcybiskup Palermo, kardynał (zm. 1904)
- 1818 – Adrianus Eversen, holenderski malarz (zm. 1897)
- 1820 – Gustav Gerber, niemiecki pedagog, filozof, polityk (zm. 1901)
- 1824 – Ignacy Komorowski, polski kompozytor, wiolonczelista (zm. 1857)
- 1826 – Henry Matthews, brytyjski polityk (zm. 1913)
- 1827 – Maria Ana Mogas Fontcuberta, hiszpańska zakonnica, błogosławiona (zm. 1886)
- 1832 – Horatio Alger, amerykański pisarz (zm. 1899)
- 1836 – Giuseppe Abbati, włoski malarz (zm. 1868)
- 1839:
  - Emilio Orsini, włoski prawnik, szachista (zm. 1898)
  - Marian Sokołowski, polski ziemianin, porucznik, uczestnik powstania styczniowego, historyk sztuki, konserwator zabytków, muzeolog (zm. 1911)
- 1842 – Alfred Yarrow, brytyjski inżynier, konstruktor i budowniczy okrętów, przedsiębiorca (zm. 1932)
- 1843 – David Ferrier, szkocki fizjolog, neurolog (zm. 1928)
- 1844 – Augustyn Rosentreter, niemiecki duchowny katolicki, biskup chełmiński (zm. 1926)
- 1846 – Benigno Ferreira, paragwajski polityk, prezydent Paragwaju (zm. 1920)
- 1848:
  - Antoni Bederski, polski filolog, bibliotekarz, redaktor (zm. 1930)
  - Włodzimierz (Bogojawleński), rosyjski biskup prawosławny, nowomęczennik (zm. 1918)
  - Lilla Cabot Perry, amerykańska malarka (zm. 1933)
- 1849:
  - Erwin Bälz, niemiecki lekarz japońskiej rodziny cesarskiej (zm. 1913)
  - Alexander Bruce, brytyjski arystokrata, polityk (zm. 1921)
  - Thomas Chalmers Harbaugh, amerykański prozaik, poeta (zm. 1924)
  - Wasilij Obrazcow, rosyjski lekarz (zm. 1920)
- 1850 – Hermann Möller, duński językoznawca, wykładowca akademicki (zm. 1923)
- 1852 – Bronisław Pawlewski, polski chemik-technolog, wykładowca akademicki (zm. 1917)
- 1857 – Hilary Schramm, polski chirurg (zm. 1940)
- 1858 – Oskar Minkowski, niemiecki lekarz pochodzenia polsko-żydowskiego (zm. 1931)
- 1859:
  - Karl Bleibtreu(inne języki), niemiecki pisarz (zm. 1928)
  - Kostis Palamas, grecki poeta, prozaik, dramaturg (zm. 1943)
  - Henry Meynell Rheam, brytyjski malarz (zm. 1920)
- 1861 – Max Nonne, niemiecki neurolog (zm. 1958)
- 1862 – Takehito Arisugawa, japoński książę, oficer marynarki wojennej (zm. 1913)
- 1864 – Wilhelm Wien, niemiecki fizyk, wykładowca akademicki, laureat Nagrody Nobla (zm. 1928)
- 1866 – Wasilij Kalinnikow, rosyjski kompozytor (zm. 1901)
- 1869 – Emanuel Filiberto d’Aosta, hiszpański i włoski arystokrata, wojskowy (zm. 1931)
- 1870:
  - Bogusław Adamowicz, polski prozaik, poeta, malarz (zm. 1944)
  - Jędrzej Moraczewski, polski publicysta, polityk, premier RP (zm. 1944)
  - Henryk Opieński, polski kompozytor, muzykolog (zm. 1942)
- 1871 – Mihal Grameno, albański pisarz, działacz niepodległościowy (zm. 1931)
- 1873:
  - Olof Mark, szwedzki żeglarz sportowy (zm. 1920)
  - Eugeniusz Ślaski, polski generał brygady (zm. 1935)
- 1874:
  - Karl James Anderson, amerykański malarz (zm. 1956)
  - Joseph-Ernest van Roey, belgijski duchowny katolicki, arcybiskup Mechelen, kardynał (zm. 1961)
- 1875 – Alina Świderska, polska pisarka, tłumaczka (zm. 1963)
- 1877 – Wojciech Rostworowski, polski ziemianin, prawnik, pisarz, publicysta, polityk, senator RP (zm. 1952)
- 1878:
  - Pejo Jaworow, bułgarski poeta, dramatopisarz, działacz społeczny i rewolucyjny (zm. 1914)
  - Chen Jiongming, chiński wojskowy, polityk (zm. 1933)
  - Henrik Østervold, norweski żeglarz sportowy (zm. 1957)
  - Antoni Szandlerowski, polski duchowny katolicki, teolog, poeta, dramaturg (zm. 1911)
- 1880:
  - Herbert Brenon, amerykański reżyser i scenarzysta filmowy pochodzenia irlandzkiego (zm. 1958)
  - Teodor Drapiewski, polski zakonnik, Sługa Boży (zm. 1942)
- 1881 – Antoni Ciszak, polski polityk, poseł na Sejm RP (zm. 1935)
- 1882:
  - Bolesław Tołłoczko, polski maszynoznawca, energetyk (zm. 1954)
  - Aleksandr Trojanowski, radziecki dyplomata (zm. 1955)
- 1883:
  - Artur z Connaught, członek brytyjskiej rodziny królewskiej (zm. 1938)
  - Nathaniel Cartmell, amerykański lekkoatleta, sprinter (zm. 1967)
- 1885:
  - Hilary Ewert-Krzemieniewski, polski prawnik, samorządowiec, burmistrz Gdyni (zm. 1951)
  - Józef Rajmund Medes Ferris, hiszpański działacz Akcji Katolickiej, męczennik, błogosławiony (zm. 1936)
- 1886 – Wasilij Mołodcow, rosyjski językoznawca, nauczyciel (zm. 1940)
- 1887 – Sophie Tucker, amerykańska piosenkarka, aktorka pochodzenia żydowskiego (zm. 1966)
- 1888 – Halina Starska, polska aktorka, reżyserka teatralna (zm. 1957)
- 1889:
  - Wieńczysław Badzian, polski związkowiec, samorządowiec, polityk, poseł na Sejm RP (zm. 1953)
  - Lew Mechlis, radziecki polityk pochodzenia żydowskiego (zm. 1953)
  - Jenő Reti, węgierski gimnastyk (zm. 1961)
- 1891:
  - Julio Baghy, węgierski poeta, prozaik, aktor, esperantysta (zm. 1967)
  - Michał Augustyn Pro, meksykański jezuita, męczennik, błogosławiony (zm. 1927)
  - Wasilij Żytariew, rosyjski piłkarz (zm. 1961)
- 1892:
  - Ermanno Aebi, włoski piłkarz (zm. 1976)
  - Antoni Górszczyk, polski etnograf, historyk, nauczyciel (zm. 1980)
  - Mikołaj (Jaruszewicz), rosyjski biskup prawosławny (zm. 1961)
  - Ryszard Mańka, polski oficer, powstaniec śląski (zm. 1940)
- 1893:
  - Charles Henry Arnison, brytyjski pilot wojskowy, as myśliwski (zm. 1974)
  - Władysław Mrajski, polski inżynier, konstruktor samochodów (zm. 1963)
  - Clark Ashton Smith, amerykański prozaik, poeta, malarz, rzeźbiarz (zm. 1961)
  - Chaim Soutine, francuski malarz pochodzenia żydowskiego (zm. 1943)
- 1894:
  - Florence Birchenough, brytyjska wszechstronna lekkoatletka (zm. 1973)
  - Stanisław Grzmot-Skotnicki, polski generał brygady (zm. 1939)
  - Edward Passendorfer, polski geolog (zm. 1984)
  - Nina Pigulewska, rosyjska historyk, bizantynolog i mediewistka (zm. 1970)
- 1895:
  - Fortunio Bonanova, hiszpański śpiewak operowy, aktor (zm. 1969)
  - Johannes Martinus Burgers, holenderski fizyk, wykładowca akademicki (zm. 1981)
- 1896:
  - Paweł Chadaj, polski działacz ludowy, polityk, poseł na Sejm RP, do KRN i Sejm Ustawodawczy (zm. 1964)
  - Jakow Mielnikow, rosyjski łyżwiarz szybki (zm. 1960)
  - Nikołaj Pieczkowski, rosyjski śpiewak operowy, kolaborant (zm. 1966)
- 1897 – Kazimierz Chrzanowski, polski aktor, autor tekstów piosenek (zm. 1982)
- 1898:
  - Jan Cyž, łużycki prawnik, pisarz, wydawca, polityk (zm. 1985)
  - Cecil R. King, amerykański polityk (zm. 1974)
  - Kaj Munk, duński pastor, dramaturg (zm. 1944)
- 1899:
  - Kay Francis, amerykańska aktorka (zm. 1968)
  - Wanda Gentil-Tippenhauer, polska malarka (zm. 1965)
  - Lew Kuleszow, radziecki reżyser filmowy, teoretyk filmu (zm. 1970)
  - Alfred Urbański, polski ekonomista, polityk, premier rządu RP na uchodźstwie (zm. 1983)
- 1900:
  - Wasilij Aleksiejew, radziecki generał porucznik wojsk pancernych (zm. 1944)
  - Václav Čikl, czeski duchowny prawosławny, członek ruchu oporu (zm. 1942)
  - Gertrude Mary Cox, amerykańska statystyk (zm. 1978)
  - Yasuji Kiyose, japoński kompozytor (zm. 1981)
- 1901:
  - Marian Mokrzycki, polski porucznik, żołnierz AK, uczestnik powstania warszawskiego (zm. 1944)
  - Mieczysław Żywczyński, polski duchowny katolicki, historyk (zm. 1978)
- 1902:
  - Carl Menger, austriacki matematyk (zm. 1985)
  - Maria Romero Meneses, nikaraguańska salezjanka, błogosławiona (zm. 1977)
- 1903:
  - Irena Jurgielewiczowa, polska pisarka (zm. 2003)
  - Wasilij Płatonow, radziecki admirał (zm. 1996)
- 1904:
  - Richard Addinsell, brytyjski kompozytor (zm. 1977)
  - Jaakko Friman, fiński łyżwiarz szybki (zm. 1987)
  - Hans Holdt, duński bokser (zm. 1962)
  - Nathan Milstein, amerykański skrzypek pochodzenia żydowskiego (zm. 1992)
  - Ewa Olliwier, szwedzka skoczkini do wody (zm. 1955)
  - Stanisław Szenic, polski prawnik, pisarz (zm. 1987)
- 1905 – Jan Stachniuk, polski filozof, publicysta (zm. 1963)
- 1906:
  - Witalij Abałakow, rosyjski alpinista, wynalazca (zm. 1986)
  - Burgoyne Diller, amerykański malarz abstrakcjonista (zm. 1965)
  - Zhou Youguang, chiński ekonomista, językoznawca (zm. 2017)
- 1907:
  - Zofia Majewska, polska neurolog (zm. 1997)
  - George Raynor, angielski piłkarz, trener (zm. 1985)
  - Stanisław Wygodzki, polski pisarz, tłumacz (zm. 1992)
- 1908:
  - Tadeusz Kallwejt, polski reżyser filmów dokumentalnych (zm. 1969)
  - Mieczysław Laskowski, polski prawnik, ekonomista, dyplomata (zm. 1983)
  - Enrico Paoli, włoski szachista, trener i kompozytor szachowy (zm. 2005)
- 1909 – Marinus van der Lubbe, holenderski działacz komunistyczny, sprawca podpalenia Reichstagu (zm. 1934)
- 1910:
  - Chawki Deif, egipski historyk literatury (zm. 2005)
  - Pelle Pihl, szwedzki lekkoatleta, sprinter i średniodystansowiec (zm. 1989)
  - Janis Tsaruchis, grecki malarz, rysownik (zm. 1989)
- 1911:
  - Guido del Mestri, włoski kardynał, nuncjusz apostolski (zm. 1993)
  - Józef Murlewski, polski rzeźbiarz (zm. 2003)
- 1912:
  - Victor Corrêa Gonçalves, brazylijski piłkarz, bramkarz (zm. 1984)
  - Daniel Martin Spraggon, brytyjski duchowny katolicki, prefekt apostolski Falklandów (zm. 1985)
- 1913 – Piotr Bonifacy Żukowski, polski franciszkanin, męczennik, błogosławiony (zm. 1942)
- 1914:
  - Ján Futák, słowacki duchowny katolicki, botanik, działacz ochrony przyrody (zm. 1980)
  - Antoni Zębik, polski krótkofalowiec, konstruktor nadajnika radiostacji „Błyskawica” (zm. 2009)
- 1915:
  - Fumiteru Nakano, japoński tenisista (zm. 1990)
  - Tadeusz Żakiej, polski muzykolog, publicysta (zm. 1994)
- 1916:
  - Liselotte Landbeck, austriacko-belgijska łyżwiarka figurowa (zm. 2013)
  - Wasyl Tkaczuk, ukraiński pisarz, polityk (zm. 1944)
- 1917:
  - Adolfo Leoni, włoski kolarz szosowy (zm. 1970)
  - Newton Steers, amerykański polityk (zm. 1993)
- 1918 – Samuel Greenhouse, amerykański statystyk (zm. 2000)
- 1919:
  - Luka Brajnović, hiszpański dziennikarz, naukowiec, poeta (zm. 2001)
  - Igor Guzenko, radziecki agent wywiadu (zm. 1982)
  - Kim Seong-jip, południowokoreański sztangista (zm. 2016)
  - Robert Stack, amerykański aktor (zm. 2003)
- 1920:
  - László Baranyai, węgierski gimnastyk (zm. 1984)
  - Stanisław Bieliński, polski aktor, reżyser (zm. 1995)
  - Andrzej Chciuk, polski prozaik, poeta i dziennikarz emigracyjny (zm. 1978)
  - Knut Nordahl, szwedzki piłkarz (zm. 1984)
- 1921:
  - Felixberto Camacho Flores, guamski duchowny katolicki, arcybiskup Hagåtñy (zm. 1985)
  - Jerzy Pomianowski, polski pisarz, eseista, krytyk teatralny, tłumacz (zm. 2016)
- 1922:
  - Albert Lamorisse(inne języki), francuski reżyser filmowy (zm. 1970)
  - Aleksandr Passar, radziecki starszy sierżant (zm. 1988)
- 1923:
  - Adam Mularczyk, polski aktor (zm. 1996)
  - Wim Slijkhuis, holenderski lekkoatleta, biegacz średnio- i długodystansowy (zm. 2003)
  - Jack Watling, brytyjski aktor (zm. 2001)
- 1924:
  - Józef Łabędź, polski duchowny katolicki, paulista (zm. 1967)
  - Roland Petit, francuski tancerz, choreograf (zm. 2011)
  - Léon Soulier, francuski duchowny katolicki, biskup Pamiers i Limoges (zm. 2016)
- 1925:
  - Georgi Kałojanczew, bułgarski aktor (zm. 2012)
  - Rosemary Murphy, amerykańska aktorka (zm. 2014)
  - Ron Tauranac, australijski projektant samochodów wyścigowych (zm. 2020)
  - Gwen Verdon, amerykańska aktorka (zm. 2000)
- 1926:
  - Michael Bond, brytyjski pisarz, autor literatury dziecięcej (zm. 2017)
  - Robert W. Clower, amerykański ekonomista (zm. 2011)
  - Aleksandra Cofta-Broniewska, polska archeolog, wykładowczyni akademicka (zm. 2013)
  - Robert Sokal, amerykański statystyk i entomolog (zm. 2012)
- 1927:
  - Brock Adams, amerykański polityk, senator (zm. 2004)
  - Sydney Brenner, południowoafrykański biolog, laureat Nagrody Nobla (zm. 2019)
  - Henryk Kupiszewski, polski prawnik, filozof, dyplomata (zm. 1994)
  - Guy Sajer, francuski pisarz pochodzenia niemieckiego (zm. 2022)
  - Anna Sobolewska, polska aktorka, piosenkarka (zm. 2020)
- 1928:
  - Bengt Gustavsson, szwedzki piłkarz (zm. 2017)
  - Ryszard Kłyś, polski pisarz, scenarzysta filmowy (zm. 2004)
- 1929:
  - Ryszard Głowacki, polski piłkarz, trener (zm. 2009)
  - Teresa Kodelska-Łaszek, polska narciarka alpejska, pracownik naukowy (zm. 2021)
  - Waldemar Michna, polski naukowiec, polityk (zm. 2013)
  - Villy Sørensen, duński pisarz (zm. 2001)
- 1930:
  - Roman Cieślewicz, polski grafik (zm. 1996)
  - Marian Konieczny, polski rzeźbiarz, polityk, poseł na Sejm PRL (zm. 2017)
  - Frances Sternhagen, amerykańska aktorka (zm. 2023)
  - Zdzisław Szostak, polski kompozytor, dyrygent (zm. 2019)
- 1931:
  - Jerzy Stanisław Czajkowski, polski poeta, publicysta (zm. 2015)
  - Włodzimierz Dusiewicz, polski reżyser i scenarzysta filmów dokumentalnych, prezes Federacji Rodzin Katyńskich (zm. 2024)
  - Witold Filler, polski pisarz, teatrolog, krytyk, satyryk, dziennikarz (zm. 2009)
  - Ignacio Noguer Carmona, hiszpański duchowny katolicki, biskup Guadix i Huelvy (zm. 2019)
- 1932 – Joseph Zen Ze-kiun, chiński duchowny katolicki, biskup Hongkongu, kardynał
- 1933:
  - Bogusław Gediga, polski archeolog (zm. 2022)
  - Tom Gola, amerykański koszykarz pochodzenia polskiego (zm. 2014)
  - Kazimierz Pussak, polski muzykolog (zm. 1991)
- 1934:
  - Pam Cornelissen, holenderski inżynier, polityk, eurodeputowany (zm. 2020)
  - Denise Guénard, francuska, wszechstronna lekkoatletka (zm. 2017)
  - Waldemar Jagodziński, polski szachista (zm. 2021)
  - Bogusław Nowacki, polski lekkoatleta, chodziarz (zm. 2018)
- 1935:
  - Grażyna Przybylska-Wendt, polska lekarka, działaczka opozycji antykomunistycznej (zm. 2020)
  - Rip Taylor, amerykański aktor, komik (zm. 2019)
- 1936:
  - Renato Bruson, włoski śpiewak operowy (baryton)
  - Giulio De Florian, włoski biegacz narciarski (zm. 2010)
  - Wiesław Gąsiorek, polski tenisista (zm. 2002)
  - Jurij Kiriczenko, rosyjski dyplomata (zm. 2017)
- 1937:
  - Archibald MacKinnon, kanadyjski wioślarz
  - George Reisman, amerykański ekonomista pochodzenia żydowskiego
  - Eulogiusz (Smirnow), rosyjski duchowny prawosławny, metropolita włodzimierski i suzdalski (zm. 2020)
- 1938:
  - Daevid Allen, australijski gitarzysta, wokalista, członek zespołów: Soft Machine i Gong (zm. 2015)
  - Jean Cabut, francuski karykaturzysta, autor komiksów (zm. 2015)
  - Stefan Krzysztof Kuczyński, polski historyk (zm. 2010)
  - Shivkumar Sharma, indyjski muzyk (zm. 2022)
- 1939:
  - Andrzej Adamski, polski szachista
  - Janina Gawrysiak, polska historyk, archiwistka, wykładowczyni akademicka
  - Jacek Gmoch, polski piłkarz, trener
- 1940:
  - Diego Causero, włoski duchowny katolicki, arcybiskup, nuncjusz apostolski
  - Konstandinos Kliromonos, grecki przedsiębiorca, prawnik, polityk, eurodeputowany
  - Michaił Marynicz, białoruski polityk, więzień polityczny (zm. 2014)
  - Elisabeth Sickl, austriacka nauczycielka, działaczka samorządowa, polityk
  - Wasyl Tacij, ukraiński prawnik
  - Edmund White, amerykański prozaik, dramaturg, krytyk literacki (zm. 2025)
- 1941:
  - Francisco Javier Hernández Arnedo, hiszpański duchowny katolicki, biskup Tianguá
  - Pasqual Maragall i Mira, kataloński polityk
  - Walid al-Mu’allim, syryjski polityk, dyplomata, wicepremier, minister spraw zagranicznych (zm. 2020)
  - Meinhard Nehmer, niemiecki bobsleista
- 1942:
  - Carol Cleveland, brytyjska aktorka
  - Piero Marini, włoski duchowny katolicki, arcybiskup
  - Jerzy Sadek, polski piłkarz (zm. 2015)
  - Milan Skokan, słowacki hokeista (zm. 2019)
  - Jean-Marie Trappeniers, belgijski piłkarz (zm. 2016)
- 1943:
  - Krystian Fołtyn, polski żużlowiec (zm. 2005)
  - Boris Gardiner, jamajski piosenkarz, autor tekstów, gitarzysta basowy, producent muzyczny
  - Jan Jadżyn, polski fizyk, wykładowca akademicki (zm. 2022)
  - Benediktas Juodka, litewski biochemik, wykładowca akademicki, polityk
  - Engelbert Miś, polski dziennikarz pochodzenia niemieckiego
  - Richard Moll, amerykański aktor (zm. 2023)
- 1944:
  - Noel Mills, nowozelandzki wioślarz (zm. 2004)
  - Graham Webb, brytyjski kolarz torowy i szosowy (zm. 2017)
- 1945:
  - Flavio Martini, włoski kolarz szosowy
  - Peter Simpson, angielski piłkarz
  - Maria Wodzyńska-Walicka, polska filozof, dyplomatka (zm. 2025)
- 1946:
  - Edmund Klich, polski pułkownik pilot, urzędnik państwowy
  - Tevita Momoedonu, fidżyjski polityk, premier Fidżi (zm. 2020)
  - Józef Szymczak, polski matematyk
  - Bogdan Trochanowski, polski wiolonczelista, kompozytor (zm. 2009)
- 1947:
  - Art Harris, amerykański koszykarz (zm. 2007)
  - Marian Hermanowicz, polski samorządowiec, starosta koszaliński
  - Jurgis Kunčinas, litewski poeta, prozaik (zm. 2002)
  - Elżbieta de Massy, monakijska arystokratka (zm. 2020)
  - Jacek Majchrowski, polski prawnik, historyk doktryn politycznych i prawnych, samorządowiec, prezydent Krakowa
  - Francisco Pérez González, hiszpański duchowny katolicki, arcybiskup Pampeluny
  - Peter Sundelin, szwedzki żeglarz sportowy
- 1948:
  - Leon Hendrix, amerykański gitarzysta, kompozytor
  - Henryk Wąsowicz, polski historyk, wykładowca akademicki
- 1949:
  - Fausto Bertoglio, włoski kolarz szosowy
  - Lech Brański, polski kompozytor, aranżer (zm. 2017)
  - Henryk Rozmiarek, polski piłkarz ręczny (zm. 2021)
- 1950:
  - Giacomo Bazzan, włoski kolarz torowy i szosowy (zm. 2019)
  - Bob Earl, amerykański kierowca wyścigowy
  - James Carroll Jordan, amerykański aktor, piosenkarz, muzyk
  - Waldemar Nowakowski, polski przedsiębiorca, polityk, poseł na Sejm RP
- 1951:
  - Jan Łostowski, polski sztangista (zm. 2009)
  - Kim Manners, amerykański aktor, reżyser i producent filmowy (zm. 2009)
  - Paweł Michalak, polski przedsiębiorca, polityk, senator RP
  - Krzysztof Nowosad, polski inżynier, specjalista w zakresie automatyki i robotyki (zm. 2000)
  - Antoni Szymanowski, polski piłkarz
- 1952:
  - Krzysztof Górecki, polski aktor
  - Apolonia Klepacz, polska polityk, senator RP
  - John Lee Hooker Jr., amerykański muzyk bluesowy
  - Renate Siebach, niemiecka lekkoatletka, sprinterka
  - Lucius Iwejuru Ugorji, nigeryjski duchowny katolicki, biskup Umuahii
- 1953:
  - Zygmunt Duleba, polski generał brygady
  - Marek Kolasiński, polski przedsiębiorca, polityk, poseł na Sejm RP
  - Wojciech Kubik, polski saneczkarz (zm. 1992)
  - Serge Letchimy, francuski polityk, przewodniczący rady Martyniki
  - Luann Ryon, amerykańska łuczniczka (zm. 2022)
  - Mirosław Sośnicki, polski dziennikarz, pisarz, polityk, poseł na Sejm RP
- 1954:
  - Philippe Bergeroo, francuski piłkarz, bramkarz, trener
  - Bruno Coulais, francuski kompozytor muzyki filmowej
  - Witold Knychalski, polski działacz kulturalny (zm. 2006)
  - Trevor Rabin, południowoafrykański muzyk, członek zespołu Yes
  - Henryk Rajfer, polski aktor
  - Nikos Sarnganis, grecki piłkarz (zm. 2024)
  - Alexander Thieme, niemiecki lekkoatleta, sprinter (zm. 2016)
- 1955:
  - Eduardo Bonvallet, chilijski piłkarz (zm. 2015)
  - Vojtěch Filip, czeski polityk
  - Huh Jung-moo, południowokoreański piłkarz, trener
  - Abdelkrim Merry Krimau, marokański piłkarz
  - Jay McInerney, amerykański pisarz
  - Helena Rögnerová, czeska ekonomistka, polityk
- 1956:
  - Taye Atske Selassie, etiopski dyplomata i polityk, prezydent Etiopii
  - Ghislaine Dupont, francuska dziennikarka (zm. 2013)
  - Władysław Klamerus, polski rzeźbiarz, malarz, scenograf (zm. 1992)
  - Tatjana Rodionowa, rosyjska lekkoatletka, skoczkini w dal
  - Andrzej Wiśniewski, polski trener piłkarski (zm. 2022)
- 1957:
  - Lars Ohly, szwedzki polityk
  - Edward Ośko, polski prawnik, polityk, poseł na Sejm RP
  - Daniel Scioli, argentyński przedsiębiorca, polityk
- 1958:
  - Francisco Buyo, hiszpański piłkarz, bramkarz
  - Tadeusz Oszubski, polski poeta, prozaik, dziennikarz, publicysta (zm. 2025)
  - Zbigniew Pyszniak, polski koszykarz, trener
  - Sandy Stewart, amerykańska piosenkarka, keyboardzistka, autorka tekstów
- 1959:
  - James LoMenzo, amerykański muzyk, kompozytor, członek zespołów: Slash’s Snakepit, Black Label Society i Megadeth
  - Gilmar Rinaldi, brazylijski piłkarz, bramkarz
  - Carsten Sieling, niemiecki polityk, samorządowiec, burmistrz Bremy
- 1960:
  - Kevin Anderson, amerykański aktor, kaskader
  - Eric Betzig, amerykański chemik, wykładowca akademicki, laureat Nagrody Nobla
  - Dariusz Odija, polski aktor
  - Aleksandr Uwarow, rosyjski piłkarz, trener
- 1961:
  - Earl Jones, amerykański koszykarz
  - Julia Louis-Dreyfus, amerykańska aktorka
  - Graham McPherson, brytyjski muzyk, wokalista, członek zespołu Madness
  - Héctor Rafael Rodríguez, dominikański duchowny katolicki, biskup La Vegi
  - Norberto Scoponi, argentyński piłkarz, bramkarz
  - Joanna Stanisławska, polska florecistka
  - Hienadź Sahanowicz, białoruski historyk
  - Agnieszka Taborska, polska historyk sztuki, tłumaczka, publicystka, pedagog
  - Sixto Vizuete, ekwadorski piłkarz, trener
- 1962:
  - Markus Bott, niemiecki bokser
  - Barbara Kamińska, polska piłkarka ręczna (zm. 2022)
  - Kevin Mitchell, amerykański baseballista
  - Zdeněk Schneiderwind, czeski żużlowiec
  - Alfred Schön, niemiecki piłkarz, trener
  - Sławek Słociński, polski perkusista
- 1963:
  - Fülöp Kocsis, węgierski duchowny, zwierzchnik Kościoła katolickiego obrządku bizantyjsko-węgierskiego
  - Peter Scully, australijski przestępca
- 1964:
  - Penelope Ann Miller, amerykańska aktorka
  - Gloria Siebert, niemiecka lekkoatletka, sprinterka
- 1965:
  - Piotr Dukaczewski, polski szachista
  - Kim Jong-boo, południowokoreański piłkarz, trener
  - Mark Spalding, amerykański duchowny katolicki, biskup Nashville
  - Michael Worth, amerykański aktor, reżyser, scenarzysta i producent filmowy
- 1966:
  - Patrick Dempsey, amerykański aktor pochodzenia irlandzkiego
  - Gerardo Esquivel, meksykański piłkarz
  - Ołeh Melnyczenko, ukraiński piłkarz, trener
  - Simon Shelton, brytyjski aktor (zm. 2018)
  - Leo Visser, holenderski piłkarz, trener
- 1967:
  - Suzanne Cryer, amerykańska aktorka
  - Masha Gessen, rosyjsko-amerykańska dziennikarka, pisarka
  - Alec Kessler, amerykański koszykarz (zm. 2007)
  - Alicja Omięcka, polska specjalistka zarządzania jakością, radca prawny i urzędniczka państwowa
  - Danuta Zrajkowska, polska lekkoatletka, dyskobolka
- 1968:
  - Traci Bingham, amerykańska aktorka, modelka
  - Gabriel Correa, urugwajski piłkarz
  - Kim Gun-mo, południowokoreański piosenkarz, kompozytor
  - Gianni Morbidelli, włoski kierowca wyścigowy
  - Pat Onstad, kanadyjski piłkarz, bramkarz
  - Bohdan Stroncicki, ukraiński piłkarz, bramkarz
  - Antonio Tartaglia, włoski bobsleista
- 1969:
  - Stefania Belmondo, włoska biegaczka narciarska
  - Aymeric Chauprade, francuski politolog, pisarz, polityk, eurodeputowany
  - Abbas Dżadidi, irański zapaśnik
  - Tomasz Fajfer, polski żużlowiec
  - Genco Gulan, turecki artysta współczesny, wykładowca akademicki
  - Stephen Hendry, szkocki snookerzysta
  - Jyri Kjäll, fiński bokser
  - Katarzyna Nowak, polska tenisistka
  - Predrag Štromar, chorwacki ekonomista, samorządowiec, polityk
  - Yūichi Suzumoto, japoński pisarz
- 1970:
  - Anita Czerwińska, polska prawnik, polityk, poseł na Sejm RP
  - Dan Eggen, norweski piłkarz
  - Marco Pantani, włoski kolarz szosowy (zm. 2004)
  - Alicja Pęczak, polska pływaczka
  - Shonda Rhimes, amerykańska reżyserka, scenarzystka i producentka filmowa
- 1971:
  - Arkadiusz Błacha, polski piłkarz ręczny
  - Ałeksandar Kitinow, macedoński tenisista
  - Karolina Korwin Piotrowska, polska dziennikarka, publicystka
  - Marzena Wodzińska, polska menedżer, działaczka samorządowa, członek zarządu województwa wielkopolskiego
- 1972:
  - Stefan Beinlich, niemiecki piłkarz
  - Mark Bosnich, australijski piłkarz, bramkarz pochodzenia chorwackiego
  - Nicole Eggert, amerykańska aktorka
  - Cătălin Mitulescu, rumuński reżyser, scenarzysta i producent filmowy
  - Julio Rey, hiszpański lekkoatleta, maratończyk
  - Wital Szczerba, białoruski gimnastyk
  - Miroslav Žamboch, czeski pisarz fantasy i science fiction
- 1973:
  - Nikołaj Chabibulin, rosyjski hokeista, bramkarz
  - Juan Diego Flórez, peruwiański śpiewak operowy (tenor)
  - Gianluigi Galli, włoski kierowca rajdowy
  - Tomás Manuel Inguana, mozambicki piłkarz
  - Gintaras Juodeikis, litewski piłkarz
  - Hilarion (Serafimowski), macedoński biskup prawosławny
  - Jacek Żalek, polski samorządowiec, polityk, poseł na Sejm RP
- 1974:
  - Tymoteusz (Bel), rumuński biskup prawosławny
  - Siergiej Brylin, rosyjski hokeista, trener
  - Leonardo Fernández, boliwijski piłkarz, bramkarz pochodzenia argentyńskiego
  - Dominika Leśniewicz, polska siatkarka
- 1975:
  - Rune Eriksen, norweski muzyk, kompozytor i wokalista metalowy
  - Tomasz Kafarski, polski piłkarz, trener
  - Daniel Kehlmann, niemiecko-austriacki pisarz
  - Tomasz Mackiewicz, polski himalaista (zm. 2018)
  - Wadym Tasojew, ukraińsko-rosyjski zapaśnik
  - Jerry-Christian Tchuissé, kameruński piłkarz
  - Igor Warabida, polski pięcioboista nowoczesny
- 1976:
  - Andrzej Bizoń, polski aktor, model (zm. 2020)
  - Felix Gottwald, austriacki kombinator norweski
  - Bartosz Karwan, polski piłkarz
  - Ross McCall, szkocki aktor
  - Samir Sabry, egipski piłkarz
  - Tania Vicent, kanadyjska łyżwiarka szybka
  - Mario Yepes, kolumbijski piłkarz
- 1977:
  - Orlando Bloom, brytyjski aktor
  - Elaine de Jesus, brazylijska piosenkarka
  - Patrícia de Oliveira, brazylijska lekkoatletka, wieloboistka
  - Agusti Pol, andorski piłkarz
  - James Posey, amerykański koszykarz
  - Omar Santacruz, meksykański piłkarz
  - Grzegorz Stosz, polski aktor
  - Sarah Webb, brytyjska żeglarka sportowa
  - Mariusz Wołosz, polski działacz sportowy, samorządowiec, prezydent Bytomia
- 1978:
  - Joanna Frydrych, polska ekonomistka, działaczka samorządowa, polityk, poseł na Sejm RP
  - Massimo Mutarelli, włoski piłkarz
  - Ashmit Patel, indyjski aktor
  - Victor Pecoraro, brazylijski aktor
- 1979:
  - Nilay Kartaltepe, turecka koszykarka
  - Jolanta Pierzchała, polska piłkarka ręczna, bramkarka
  - Dennis Siver, niemiecki zawodnik sportów walki
  - Mirosław Spiżak, polski piłkarz
  - Jill Wagner, amerykańska aktorka, modelka, osobowość telewizyjna
  - Yang Wei, chińska badmintonistka
- 1980:
  - Tuukka Anttila, fiński siatkarz
  - Krzysztof Czerwiński(inne języki), polski dyrygent, organista
  - Nils-Eric Johansson, szwedzki piłkarz
  - Akira Kaji, japoński piłkarz
  - Paweł Kowalczuk, polski koszykarz
  - Wolfgang Loitzl, austriacki skoczek narciarski
  - Veseljko Trivunović, bośniacki piłkarz
  - María de Villota, hiszpańska kierowca wyścigowa (zm. 2013)
- 1981:
  - Klaas Dijkhoff, holenderski prawnik, wykładowca akademicki, polityk
  - Riccardo Fraccaro, włoski polityk
  - Jason James, brytyjski basista, członek zespołu Bullet for My Valentine
  - Lee Hyo-jung, południowokoreańska badmintonistka
  - Hania Stach, polska piosenkarka, kompozytorka
  - Bojan Tokić, słoweński tenisista stołowy
  - Mamam Cherif Touré, togijski piłkarz
  - Anna Vikman, szwedzka hokeistka
- 1982:
  - Guillermo Coria, argentyński tenisista
  - Aleksiej Miedwiediew, rosyjski hokeista
  - David Möller, niemiecki saneczkarz
  - Sebastian Nowak, polski piłkarz
  - Paweł Szajda, amerykański aktor pochodzenia polskiego
  - Tomislav Tomašević, chorwacki polityk, burmistrz Zagrzebia
- 1983:
  - Imran Khan, amerykański aktor
  - Aleksander Kwiek, polski piłkarz
  - Trina Michaels, amerykańska aktorka pornograficzna
  - Weronika Rainczuk, polska judoczka
  - Jason Spezza, kanadyjski hokeista pochodzenia włoskiego
  - Ronny Turiaf, francuski koszykarz
  - Kyryło Turyczenko, ukraiński muzyk, piosenkarz, aktor
  - Giovanni Visconti, włoski kolarz szosowy
- 1984:
  - Kepa Blanco, hiszpański piłkarz
  - Mathias Lauridsen, duński model
  - Mari Mendes, brazylijska siatkarka
  - Gediminas Navickas, litewski koszykarz
  - Soraia dos Santos, brazylijska siatkarka
  - Glenn Whelan, irlandzki piłkarz
- 1985:
  - Souleymane Bamba, iworyjski piłkarz (zm. 2024)
  - Georgina Póta, węgierska tenisistka stołowa
  - Jorge Marcelo Rodríguez, urugwajski piłkarz
- 1986:
  - Ederson, brazylijski piłkarz
  - Kiriłł Lamin, rosyjski hokeista
  - Laura Ludwig, niemiecka siatkarka plażowa
  - Joannie Rochette, kanadyjska łyżwiarka figurowa
  - Grigorij Szafigulin, rosyjski hokeista
- 1987:
  - Jack Johnson, amerykański hokeista
  - Lee Seung-gi, południowokoreański piosenkarz, aktor
  - Gilman Lika, albański piłkarz
  - Daniel Oss, włoski kolarz szosowy i torowy
  - Radosław Wojtaszek, polski szachista
- 1988:
  - Tatev Abrahamyan, amerykańska szachistka pochodzenia ormiańskiego
  - Daniela Dodean, rumuńska tenisistka stołowa
  - Petr Frydrych, czeski lekkoatleta, oszczepnik
  - Georgie Gent, brytyjska tenisistka
  - Joanna Lazer, polska piosenkarka, autorka tekstów
  - Magnus Lekven, norweski piłkarz
  - Jonathan Midol, francuski narciarz dowolny
  - Barbara Mirus, polska judoczka
  - Aleksandar Radulović, serbski koszykarz
  - Katrin Reinert, niemiecka wioślarka
  - Tomás Rincón, wenezuelski piłkarz
  - Artjoms Rudņevs, łotewski piłkarz pochodzenia rosyjskiego
- 1989:
  - Panida Khamsri, tajska sztangistka
  - Triinu Kivilaan, estońska muzyk, piosenkarka
  - Yannick Lebherz, niemiecki pływak
  - Tim Matavž, słoweński piłkarz
  - Beau Mirchoff, amerykańsko-kanadyjski aktor
- 1990:
  - Denia Caballero, kubańska lekkoatletka, dyskobolka
  - Ding Xia, chińska siatkarka
  - Liam Hemsworth, australijski aktor
  - Kevin Lafrance, haitański piłkarz
  - Thibault Moulin, francuski piłkarz
- 1991:
  - Bohdan Butko, ukraiński piłkarz
  - Chang Kai-chen, tajwańska tenisistka
  - Marta Puda, polska szablistka
- 1992:
  - Santiago Arias, kolumbijski piłkarz
  - Nassim Ben Khalifa, szwajcarski piłkarz pochodzenia tunezyjskiego
  - Kaitlyn Christian, amerykańska tenisistka
  - Thibault Colard, francuski wioślarz
  - Hyvin Jepkemoi, kenijska lekkoatletka, biegaczka długodystansowa
  - Adam Matthews, walijski piłkarz
  - Natalia Mędrzyk, polska siatkarka
  - Dinah Pfizenmaier, niemiecka tenisistka
  - Péter Prohászka, węgierski szachista
  - Monika Šmídová, czeska siatkarka
- 1993:
  - Dawid Kołakowski, polski koszykarz
  - Xénia Krizsán, węgierska lekkoatletka, wieloboistka
  - Pieros Sotiriu, cypryjski piłkarz
  - Adelina Zagidullina, rosyjska florecistka
- 1994:
  - Anass Achahbar, holenderski piłkarz pochodzenia marokańskiego
  - Małgorzata Curyło, polska lekkoatletka, sprinterka
  - Agata Forkasiewicz, polska lekkoatletka, sprinterka
  - Nika Kaczarawa, gruziński piłkarz
  - Tom Lawrence, walijski piłkarz
  - Vasilije Micić, serbski koszykarz
  - Yūma Nakayama, japoński aktor, piosenkarz
  - Jereem Richards, trynidadzko-tobagijski lekkoatleta, sprinter
- 1995:
  - Jonathan Antoine(inne języki), brytyjski wokalista, członek duetu Jonathan and Charlotte
  - Julia Drop, polska koszykarka
  - Cedric Dubler, australijski lekkoatleta, wieloboista
  - Natalia Dyer, amerykańska aktorka
  - Maksim Mamin, rosyjski hokeista
  - Jade Miller, amerykańska lekkoatletka, płotkarka
  - Iman Sadeghikukande, irański zapaśnik
- 1996:
  - Fernando Kreling, brazylijski siatkarz
  - Kamil Majchrzak, polski tenisista
  - Wiktoria Zapart, polska koszykarka
- 1997:
  - Diego Aguilar, meksykański piłkarz
  - Egan Bernal, kolumbijski kolarz szosowy i górski
  - Luis Díaz, kolumbijski piłkarz
  - Henry Ellenson, amerykański koszykarz
  - Joris Gnagnon, francuski piłkarz pochodzenia iworyjskiego
  - Dimitri Lavalée, belgijski piłkarz
  - Connor McDavid, kanadyjski hokeista
  - Katarzyna Michalska, polska piłkarka
- 1998:
  - Sami Hamdi Amin Rabi, egipski zapaśnik
  - Maxim Cojocaru, mołdawski piłkarz
  - Gabrielle Daleman, kanadyjska łyżwiarka figurowa
  - Ricardo Galindo, meksykański piłkarz
  - Omran Haydary, afgański piłkarz
  - Christopher Nilsen, amerykański lekkoatleta, tyczkarz
  - Rogério Oliveira da Silva, brazylijski piłkarz
- 1999:
  - João Diogo, brazylijski piłkarz
  - Martyna Kotwiła, polska lekkoatletka, sprinterka
  - Laura Wienroither, austriacka piłkarka
  - N’de Yapi, iworyjska zapaśniczka
- 2000 – Carl Bengtström, szwedzki lekkoatleta, sprinter i płotkarz
- 2001:
  - Anastasia Blayvas, niemiecka zapaśniczka
  - Benjamin Østvold, norweski skoczek narciarski
- 2002:
  - Sindre Ulven Jørgensen, norweski skoczek narciarski
  - Diego Medina, boliwijski piłkarz
  - José Mosquera, kolumbijski zapaśnik
  - Frederik Vesti, duński kierowca wyścigowy
  - Marcel Wędrychowski, polski piłkarz
  - Flory Yangao, środkowoafrykański piłkarz
- 2003:
  - Sara Andersson, szwedzka biathlonistka
  - Rafael Guerrero, meksykański piłkarz
  - Toby Kodat, amerykański tenisista
  - Oksana Sielechmietjewa, rosyjska tenisistka
  - Britt Weerman, holenderska lekkoatletka, skoczkini wzwyż
  - Aleksander Wiśniewski, polski koszykarz
- 2004 – Émile Nadeau, kanadyjski narciarz dowolny
- 2005 – Nik Heberle, słoweński skoczek narciarski

## Zmarli
- 86 p.n.e. – Gajusz Mariusz, polityk i wódz rzymski (ur. 156 p.n.e.)
- 47 p.n.e. – Ptolemeusz XIII, władca Egiptu (ur. 61 p.n.e.)
- 533 – Remigiusz z Reims, biskup, apostoł Franków, święty (ur. 437)
- 703 – Jitō, cesarzowa Japonii (ur. 645)
- 858 – Ethelwulf, król Kentu i Wesseksu (ur. ok. 795)
- 888 – Karol Otyły, cesarz rzymski, król zachodniofrankijski (ur. 839)
- 927 – Bernon z Cluny, francuski mnich benedyktyński, święty (ur. ok. 850)
- 1151 – Suger, francuski kronikarz, historyk, opat i prawdopodobnie autor projektu bazyliki Saint-Denis (ur. ok. 1081)
- 1177 – Henryk II Jasomirgott, książę Bawarii, margrabia i książę Austrii (ur. 1107)
- 1330 – Fryderyk III Piękny, książę Austrii (ur. 1289)
- 1352 – Władysław, książę legnicki (ur. 1296)
- 1363 – Meinhard III, hrabia Tyrolu (ur. 1344)
- 1391 – Rudolf VII, margrabia Badenii (ur. ?)
- 1400 – Thomas le Despenser, angielski możnowładca (ur. 1373)
- 1401 – Guillaume d’Aigrefeuille, francuski kardynał (ur. 1339)
- 1483 – Henryk III Bogaty, landgraf Górnej Hesji (ur. 1440)
- 1497 – Weronika Negroni, włoska augustianka, błogosławiona (ur. 1445)
- 1571 – Jan Hohenzollern, margrabia-elektor Brandenburgii (ur. 1513)
- 1591 – Antonio Carafa, włoski kardynał (ur. 1538)
- 1593 – Szymon Budny, polski działacz reformacji, pastor początkowo kalwiński a następnie braci polskich, hebraista, biblista, tłumacz, pisarz, teolog (ur. 1530)
- 1599 – Edmund Spenser, angielski poeta (ur. ok. 1552)
- 1616 – Irynarch Rostowski, rosyjski święty mnich prawosławny (ur. ok. 1548)
- 1625 – Jan Brueghel (starszy), flamandzki malarz (ur. 1568)
- 1628 – Francisco Ribalta, hiszpański malarz (ur. 1565)
- 1682 – Francesco Cozza, włoski malarz (ur. 1605)
- 1691 – George Fox, angielski dysydent, założyciel Religijnego Towarzystwa Przyjaciół (kwakrów) (ur. 1624)
- 1717 – Maria Sibylla Merian, niemiecka przyrodniczka, malarka (ur. 1647)
- 1747 – Adam Swach, czeski franciszkanin, malarz (ur. 1668)
- 1766 – Fryderyk V Oldenburg, król Danii i Norwegii (ur. 1723)
- 1780 – Luiza Amelia z Brunszwiku-Wolfenbüttel, księżna pruska (ur. 1722)
- 1797 – Elżbieta Krystyna Braunschweig-Bevern, królowa Prus (ur. 1715)
- 1800 – Peter von Biron, hrabia Świętego Cesarstwa Rzymskiego, książę Kurlandii i Semigalii, książę Żagania (ur. 1724)
- 1807:
  - Aleksander Ipsilanti, hospodar Wołoszczyzny i Mołdawii (ur. 1725)
  - Jakub Komierowski, polski generał (ur. 1766)
- 1828:
  - Wincenty Aksamitowski, polski generał (ur. 1760)
  - Elizabeth Craven, brytyjska arystokratka, pisarka (ur. 1750)
  - Theodore Foster, amerykański prawnik, polityk (ur. 1752)
- 1838 – Ferdinand Ries, niemiecki pianista, kompozytor (ur. 1784)
- 1841 – Bertrand Barère de Vieuzac, francuski dziennikarz, polityk, rewolucjonista (ur. 1755)
- 1842 – Franciszek Mackiewicz, polski duchowny katolicki, biskup kamieniecki (ur. 1765)
- 1847 – Józef Antoni Habsburg, arcyksiążę austriacki, palatyn Węgier, feldmarszałek armii Austro-Węgier (ur. 1776)
- 1849 – Francisco Ramón Vicuña Larraín, chilijski polityk, tymczasowy prezydent Chile pochodzenia baskijskiego (ur. ok. 1775)
- 1850 – Dominik Gieysztor, polski szlachcic, polityk (ur. 1762)
- 1854 – Fructuoso Rivera, urugwajski wojskowy, polityk, pierwszy prezydent Urugwaju (ur. 1784)
- 1859:
  - Dominik Phạm Trọng Khảm, wietnamski męczennik i święty katolicki (ur. ok. 1780)
  - Łukasz Phạm Trọng Thìn, wietnamski męczennik i święty katolicki (ur. ok. 1819)
- 1862 – Franciszek Antoni Woelke, polski językoznawca, filolog klasyczny, wykładowca akademicki pochodzenia niemieckiego (ur. 1788)
- 1865 – Józef Dzierzkowski, polski pisarz, dziennikarz (ur. 1807)
- 1874 – Victor Baltard, francuski architekt (ur. 1805)
- 1879:
  - Jakob Dubs, szwajcarski polityk, prezydent Szwajcarii (ur. 1822)
  - Maurycy Eustachy Potocki, polski ziemianin, wojskowy (ur. 1812)
- 1880 – Ludwik Mazaraki, polski pułkownik, działacz niepodległościowy, powstaniec (ur. 1813)
- 1881 – Jacques Collin de Plancy, francuski pisarz, okultysta (ur. 1793)
- 1882:
  - Samuel Boden, brytyjski szachista (ur. 1826)
  - Juraj Dobrila, chorwacki duchowny katolicki, biskup porecko-pulski i biskup triestańsko-koperski, działacz narodowy (ur. 1812)
  - Wilhelm Mauser, niemiecki technik niemiecki, konstruktor broni palnej (ur. 1834)
  - Szymon Syrski, polski zoolog, wykładowca akademicki (ur. 1824)
- 1883 – Joseph Kleutgen, niemiecki jezuita, teolog, filozof (ur. 1811)
- 1885:
  - Schuyler Colfax, amerykański polityk, wiceprezydent USA (ur. 1823)
  - Józef Łoski, polski historyk, rysownik, wydawca (ur. 1827)
- 1887 – Innocenzo Ferrieri, włoski kardynał, wysoki urzędnik Kurii Rzymskiej, nuncjusz apostolski (ur. 1810)
- 1894:
  - Jerzy Aleksandrowicz, polski botanik, ogrodnik, wykładowca akademicki (ur. 1819)
  - Nadieżda von Meck, rosyjska mecenas sztuki (ur. 1831)
- 1896 – Augusto Negroni, włoski jezuita (ur. 1820)
- 1898 – Stanisław Ludwik Kronenberg, polski przedsiębiorca, działacz społeczny pochodzenia żydowskiego (ur. 1828)
- 1900 – Peter Waage, norweski chemik, wykładowca akademicki (ur. 1833)
- 1903:
  - Karl Dziatzko, niemiecki filolog klasyczny, bibliolog, wykładowca akademicki (ur. 1842)
  - Julian Markowski, polski rzeźbiarz (ur. 1846)
  - Ludwik Midowicz, polski prawnik, polityk, urzędnik, uczestnik powstania styczniowego (ur. 1841)
- 1904:
  - Edward Capehart O’Kelley, amerykański morderca (ur. 1857)
  - Károly Rimely, węgierski duchowny katolicki, biskup bańskobystrzycki (ur. 1825)
- 1905 – Aleksander, książę Lippe (ur. 1831)
- 1906:
  - Edward Podlewski, polski ziemianin, prawnik, polityk (ur. 1826)
  - Aleksandr Popow, rosyjski fizyk, wynalazca, wykładowca akademicki (ur. 1859)
- 1907:
  - Wincenty Hoser, polski ogrodnik, sadownik pochodzenia niemieckiego (ur. 1831)
  - Jakob Hurt, estoński pastor, teolog, folklorysta, językoznawca, pedagog (ur. 1839)
- 1908 – Gahō Hashimoto, japoński malarz (ur. 1835)
- 1909:
  - Adam Bełcikowski, polski historyk literatury, dramatopisarz, poeta (ur. 1839)
  - Eva Bonnier, szwedzka malarka, portrecistka (ur. 1857)
- 1910 – Paul Hoecker, niemiecki malarz, wykładowca akademicki (ur. 1854)
- 1911 – Władysław Czachórski, polski malarz (ur. 1850)
- 1914 – Edward Charles Spitzka, amerykański neurolog, neuroanatom, psychiatra (ur. 1852)
- 1915:
  - Gaston Arman de Caillavet, francuski dramatopisarz (ur. 1869)
  - Mary Slessor, szkocka misjonarka protestancka, pacyfistka (ur. 1848)
  - Roman Szwoynicki, polski malarz (ur. 1845)
- 1916 – Victoriano Huerta, meksykański wojskowy, polityk, prezydent Meksyku (ur. 1850)
- 1918 – Aeneas Chisholm, szkocki duchowny katolicki, biskup Aberdeen (ur. 1836)
- 1919:
  - Christian Donhauser, niemiecki pilot wojskowy, as myśliwski (ur. 1894)
  - Władysław Wiewiórowski, polski nadleśniczy, podporucznik, uczestnik powstania wielkopolskiego (ur. 1883)
- 1920 – Stepan Petruszewycz, ukraiński duchowny greckokatolicki, działacz społeczny (ur. 1855)
- 1923:
  - Jan Jarník, czeski językoznawca, wykładowca akademicki (ur. 1848)
  - Johannes Orth, niemiecki anatom, patolog (ur. 1847)
  - Stanisław Rawicz Kosiński, polski inżynier kolejowy (ur. 1847)
  - Alexandre Ribot, francuski polityk, premier Francji (ur. 1842)
- 1924:
  - Herman Georges Berger, francuski szpadzista (ur. 1875)
  - Eugen Ruffínyi, słowacki inżynier górniczy, speleolog (ur. 1846)
  - Ernst Schweninger, niemiecki lekarz (ur. 1850)
- 1928 – Mara Bunewa, bułgarska i macedońska rewolucjonista (ur. 1902)
- 1929:
  - Wyatt Earp, amerykański rewolwerowiec (ur. 1848)
  - H.B. Higgins, australijski prawnik, polityk, prokurator generalny, sędzia Sądu Najwyższego (ur. 1851)
- 1931:
  - Franciszek Maria Greco, włoski duchowny katolicki, założyciel Małych Pracowników Najświętszego Serca Pana Jezusa, błogosławiony (ur. 1857)
  - Kálmán Kandó, węgierski inżynier, wynalazca (ur. 1869)
- 1932:
  - Zofia Hohenzollhern, księżniczka pruska, królowa Grecji (ur. 1870)
  - Ernest Mangnall, angielski trener piłkarski (ur. 1860)
- 1933:
  - Dāvids Sīmansons, łotewski generał armii (ur. 1859)
  - Winifred Spooner, brytyjska pilotka sportowa (ur. 1900)
- 1934 – Bunzō Hayata, japoński botanik, wykładowca akademicki (ur. 1874)
- 1935 – Antoni Stychel, polski duchowny katolicki, polityk, poseł na Sejm Ustawodawczy i senator RP (ur. 1859)
- 1936 – Samuel Roxy Rothafel(inne języki), amerykański impresario teatralny, przedsiębiorca pochodzenia niemieckiego (ur. 1882)
- 1937:
  - Vasile Marin, rumuński działacz nacjonalistyczny (ur. 1904)
  - Ion Moța, rumuński działacz nacjonalistyczny (ur. 1902)
- 1938:
  - Georg von Loeper, niemiecki prawnik, samorządowiec (ur. 1863)
  - Grigorij Plinokos, radziecki polityk (ur. 1896)
- 1939:
  - Jan Dereziński, polski ekonomista, działacz społeczny, urzędnik konsularny (ur. 1879)
  - Kazimierz Hemerling, polski dziennikarz i działacz sportowy (ur. 1859)
- 1940:
  - Janusz Kotarbiński, polski malarz, plastyk, literat (ur. 1890)
  - Bolesław Tyllia, polski dyrygent (ur. 1900)
- 1941:
  - Nikołaj Biernacki, rosyjski generał major, emigrant (ur. 1860)
  - James Joyce, irlandzki pisarz (ur. 1882)
- 1942:
  - André Matsoua, kongijski polityk (ur. 1899)
  - Arthur von Pongrácz, austriacki generał major, jeździec sportowy (ur. 1864)
  - Emil Szramek, polski duchowny katolicki, męczennik, błogosławiony (ur. 1887)
- 1943:
  - Dmitrij Fiłatow, rosyjski embriolog, zoolog, wykładowca akademicki (ur. 1876)
  - Rudolf Huch, niemiecki pisarz (ur. 1862)
  - James McAulay, szkocki piłkarz, bramkarz (ur. 1860)
  - Sophie Taeuber-Arp, szwajcarska malarka, rzeźbiarka, tancerka (ur. 1889)
  - Else Ury, niemiecka pisarka pochodzenia żydowskiego (ur. 1877)
- 1944:
  - Zygmunt Biesiadecki, polski aktor (ur. 1894)
  - Jan Nosal, polski działacz socjalistyczny, samorządowiec, polityk, burmistrz Jaworzna, poseł na Sejm RP (ur. 1883)
  - Marian Rzętała, polski żołnierz AK (ur. 1921)
- 1945:
  - Margaret Deland, amerykańska pisarka, poetka (ur. 1857)
  - Ferdinand Kiefler, austriacki piłkarz ręczny, żołnierz (ur. 1913)
  - Stanisław Tadeusz Podoleński, polski jezuita, socjolog, pedagog, męczennik, Sługa Boży (ur. 1887)
  - Pál Ranschburg, węgierski psycholog, neurolog, psychiatra, wykładowca akademicki pochodzenia żydowskiego (ur. 1870)
  - Dosyteusz (Vasić), serbski biskup prawosławny (ur. 1878)
- 1947 – Wasilij Wachruszew, radziecki polityk (ur. 1902)
- 1948 – Bolesław Jaśkiewicz, polski działacz ruchu śpiewaczego (ur. 1875)
- 1949 – Aino Aalto, fińska architekt, projektantka form przemysłowych (ur. 1894)
- 1951:
  - Dorothea Bate, brytyjska paleontolog (ur. 1878)
  - Francesco Marchetti Selvaggiani, włoski kardynał (ur. 1871)
  - Tadeusz Tołwiński, polski architekt, historyk i teoretyk urbanistyki, wykładowca akademicki (ur. 1887)
- 1952 – Francesco Mauro, włoski działacz piłkarski (ur. 1887)
- 1953:
  - Siergiej Iwanow, radziecki generał major wojsk pancernych (ur. 1897)
  - Otto Olsen, norweski strzelec sportowy (ur. 1884)
- 1955:
  - Seweryn Hammer, polski filolog klasyczny (ur. 1883)
  - Max Liedtke, niemiecki wojskowy, dziennikarz, Sprawiedliwy wśród Narodów Świata (ur. 1894)
- 1956 – Lyonel Feininger, amerykański malarz abstrakcyjny pochodzenia niemieckiego (ur. 1871)
- 1958 – Jesse Lasky, amerykański producent filmowy pochodzenia żydowskiego (ur. 1880)
- 1960:
  - Sibilla Aleramo, włoska pisarka, feministka (ur. 1876)
  - Makary (Dajew), rosyjski biskup prawosławny (ur. 1888)
  - William Hammond, brytyjski kolarz szosowy (ur. 1886)
  - Olle Larsson, szwedzki wioślarz (ur. 1928)
- 1961:
  - František Drtikol, czeski fotograf, malarz (ur. 1883)
  - Herman Glass, amerykański gimnastyk (ur. 1880)
- 1962 – Ernie Kovacs, amerykański aktor, komik pochodzenia węgierskiego (ur. 1919)
- 1963:
  - Sonny Clark, amerykański pianista jazzowy (ur. 1931)
  - Sylvanus Olympio, togijski przedsiębiorca, polityk, pierwszy prezydent Togo (ur. 1902)
  - Ramón Gómez de la Serna, hiszpański pisarz (ur. 1888)
  - Henry Thomas, brytyjski bokser (ur. 1888)
- 1964 – Felisberto Hernández, urugwajski pisarz, pianista (ur. 1902)
- 1966 – Aldona Dzierżyńska, polska nauczycielka, siostra Feliksa (ur. 1870)
- 1967 – Ove Andersen, fiński lekkoatleta, długodystansowiec (ur. 1899)
- 1968 – Kiriłł Orłowski, radziecki funkcjonariusz organów bezpieczeństwa, dowódca partyzancki (ur. 1895)
- 1969:
  - Walter Lidén, szwedzki piłkarz (ur. 1887)
  - Sigurd Svensson, szwedzki jeździec sportowy (ur. 1912)
- 1970 – Mieczysław Czarnecki, polski lekarz, działacz społeczny (ur. 1887)
- 1971:
  - Heinz Lammerding, niemiecki SS-Gruppenführer, zbrodniarz wojenny (ur. 1905)
  - Henri Tomasi, francuski kompozytor, dyrygent (ur. 1901)
- 1972 – Edward Fiszer, polski poeta, autor tekstów piosenek, librecista (ur. 1916)
- 1973:
  - Mohamed Amekrane, marokański oficer lotnictwa (ur. 1938)
  - Fernando Cento, włoski duchowny katolicki, biskup Acireale, nuncjusz apostolski, kardynał (ur. 1883)
  - Wanda Hanusowa, polska fizyk teoretyk, wykładowczyni akademicka (ur. 1914)
- 1975 – Natalia Szymańska, polska aktorka (ur. 1896)
- 1976 – Margaret Leighton, brytyjska aktorka (ur. 1922)
- 1978:
  - Germain Derycke, belgijski kolarz szosowy (ur. 1929)
  - Hubert Humphrey, amerykański polityk, wiceprezydent USA (ur. 1911)
- 1979:
  - Marian Demar-Mikuszewski, polski śpiewak operetkowy i operowy (tenor) (ur. 1897)
  - Eugeniusz Geppert, polski malarz (ur. 1890)
  - Donny Hathaway(inne języki), amerykański piosenkarz, muzyk (ur. 1945)
  - Marjorie Lawrence, australijska śpiewaczka operowa (sopran) (ur. 1907)
  - Gustave Wuyts, belgijski lekkoatleta, kulomiot (ur. 1897)
- 1980:
  - Stefan Klonowski(inne języki), polski publicysta, tłumacz (ur. 1903)
  - André Kostelanetz, amerykański dyrygent, aranżer pochodzenia żydowskiego (ur. 1901)
- 1981:
  - Rudolf Bartonek, austriacki i niemiecki polityk komunistyczny (ur. 1911)
  - Finn Olav Gundelach, duński ekonomista, dyplomata, polityk (ur. 1925)
  - Stanisław Maciszewski, polski tancerz, choreograf (ur. 1936)
  - Feliks Różycki, polski geolog, wykładowca akademicki (ur. 1887)
- 1982 – Marcel Camus, francuski reżyser i scenarzysta filmowy (ur. 1912)
- 1983:
  - René Bonnet, francuski kierowca wyścigowy, konstruktor samochodów wyścigowych (ur. 1904)
  - Wincenty Jesionowski, polski rolnik, polityk, poseł na Sejm PRL (ur. 1926)
  - John Joseph McCarthy, irlandzki duchowny katolicki, misjonarz, wikariusz apostolski Zanzibaru, arcybiskup Nairobi (ur. 1896)
- 1984:
  - Fulvio Bernardini, włoski piłkarz, trener (ur. 1905)
  - Jerzy Olgierd Iłłakowicz, polski działacz konspiracyjny, żołnierz NSZ (ur. 1908)
  - Władysław Rymkiewicz, polski pisarz (ur. 1900)
- 1985:
  - Adam Marczyński, polski malarz, grafik, scenograf (ur. 1908)
  - Carol Wayne, amerykańska aktorka (ur. 1942)
- 1986 – Thomas Muldoon, australijski duchowny katolicki, biskup pomocniczy Sydney (ur. 1917)
- 1987:
  - Władimir Ałatorcew, rosyjski szachista (ur. 1909)
  - Igor Iljinski, rosyjski aktor, reżyser teatralny i filmowy (ur. 1901)
- 1988 – Chiang Ching-kuo, tajwański polityk, premier i prezydent Tajwanu (ur. 1910)
- 1989:
  - Aleksandra Dobrowolska, polska działaczka społeczna (ur. 1906)
  - Józef Pastuszka, polski duchowny katolicki, psycholog, wykładowca akademicki (ur. 1897)
- 1990:
  - Edward Konecki, polski artysta-grafik, projektant znaczków pocztowych (ur. 1921)
  - Jan (Razumow), rosyjski biskup prawosławny (ur. 1898)
  - Gerhard Sturmberger, austriacki piłkarz (ur. 1940)
- 1991:
  - Loreta Asanavičiūtė, litewska ofiara interwencji Armii Radzieckiej (ur. 1967)
  - Eladio Rojas, chilijski piłkarz (ur. 1934)
- 1993:
  - Iwan Baluk, radziecki pilot wojskowy, as myśliwski (ur. 1919)
  - Camargo Guarnieri, brazylijski kompozytor, dyrygent (ur. 1907)
  - Stefan Dąmbski, polski żołnierz AK (ur. 1925)
  - Edivaldo, brazylijski piłkarz (ur. 1962)
  - René Pleven, francuski polityk, premier Francji (ur. 1901)
  - Charles Tillon, francuski robotnik, związkowiec, polityk komunistyczny, pisarz (ur. 1897)
- 1994:
  - Erhard Bauer, niemiecki piłkarz (ur. 1925)
  - Gjon Karma, albański aktor (ur. 1915)
- 1995:
  - David Looker, brytyjski pilot wojskowy, bobsleista (ur. 1913)
  - Zsigmond Villányi, węgierski pięcioboista nowoczesny (ur. 1950)
- 1996:
  - Mark Herron, amerykański aktor (ur. 1928)
  - Aliou Mahamidou, nigerski ekonomista, polityk, premier Nigru (ur. 1947)
  - Elina Pohjanpää, fińska aktorka (ur. 1933)
- 1997 – Johannes Coleman, południowoafrykański lekkoatleta, maratończyk (ur. 1910)
- 1998 – Muslim Mulliqi, kosowski malarz (ur. 1934)
- 1999:
  - Shani Pallaska, kosowski aktor (ur. 1928)
  - Lawrence Harold Welsh, amerykański duchowny katolicki, biskup Spokane, biskup pomocniczy Saint Paul i Minneapolis (ur. 1935)
- 2000:
  - Antti Hyvärinen, fiński skoczek narciarski, trener, konstruktor skoczni (ur. 1932)
  - Arthur Henry Krawczak, amerykański duchowny katolicki, biskup pomocniczy Detroit pochodzenia polskiego (ur. 1913)
  - John Ljunggren, szwedzki lekkoatleta, chodziarz (ur. 1919)
  - Susumu Ohno, japoński biolog molekularny, wykładowca akademicki (ur. 1928)
- 2001 – Wojciech Ziembiński, polski działacz społeczny i katolicki (ur. 1925)
- 2002:
  - Christian von Bülow, duński żeglarz sportowy (ur. 1917)
  - Ted Demme, amerykański reżyser filmowy (ur. 1963)
  - Paul Fannin, amerykański przedsiębiorca, polityk (ur. 1907)
  - Gregorio Fuentes, kubański rybak pochodzenia hiszpańskiego (ur. 1897)
- 2003:
  - Henryk Grajek, polski malarz, grafik (ur. 1940)
  - August Grodzicki, polski dziennikarz, pisarz, krytyk teatralny (ur. 1912)
  - Joseph Krautwald, niemiecki rzeźbiarz (ur. 1914)
- 2004:
  - Phillip Crosby, amerykański piosenkarz, aktor (1934)
  - Jan Leszczyński, polski piłkarz (ur. 1946)
  - Harold Shipman, brytyjski lekarz, seryjny morderca (ur. 1946)
  - Aleksandyr Stalijski, bułgarski prawnik, polityk (ur. 1924)
- 2005:
  - Wołodymyr Fink, ukraiński piłkarz, trener pochodzenia rosyjskiego (ur. 1958)
  - Stanisław Kaminski, rosyjski piłkarz, trener (ur. 1938)
  - Tomasz Szeląg, polski perkusista, członek zespołów Mr. Zoob i Gdzie Cikwiaty (ur. 1970)
- 2006:
  - Richard Dalitz, brytyjski fizyk, wykładowca akademicki pochodzenia australijskiego (ur. 1925)
  - Peter Rösch, szwajcarski piłkarz (ur. 1930)
  - Witold Tulibacki, polski fizyk, wykładowca akademicki (ur. 1945)
- 2007:
  - Michael Brecker, amerykański saksofonista jazzowy (ur. 1949)
  - Mieczysław Wojnicki, polski piosenkarz, aktor operetkowy (ur. 1919)
- 2008:
  - Karol Jonca, polski prawnik, publicysta (ur. 1930)
  - Tommy Limby, szwedzki biegacz narciarski (ur. 1947)
- 2009:
  - Franciszek Błażejewski, polski zoolog (ur. 1924)
  - Marianna Gdowska-Timoszewicz, polska aktorka (ur. 1932)
  - Patrick McGoohan, amerykański aktor (ur. 1928)
  - Nicholas Andrew Rey, amerykański polityk, dyplomata (ur. 1938)
  - Folke Sundquist, szwedzki aktor (ur. 1925)
  - Jerzy Syryjczyk, polski duchowny katolicki, prawnik (ur. 1950)
- 2010:
  - Juliusz Englert, polski fotografik, edytor, żołnierz AK, uczestnik powstania warszawskiego (ur. 1927)
  - Grzegorz Krzemiński, polski dziennikarz sportowy (ur. 1947)
- 2011:
  - Marija Strielenko, rosyjska biathlonistka (ur. 1976)
  - Emanuele Testa, włoski biblista, teolog (ur. 1923)
  - Marian Woyna Orlewicz, polski biegacz narciarski (ur. 1913)
- 2012:
  - Rauf Denktaş, turecki polityk, prezydent Tureckiej Republiki Cypru Północnego (ur. 1924)
  - Lefter Küçükandonyadis, turecki piłkarz (ur. 1925)
  - Miljan Miljanić, serbski piłkarz, trener (ur. 1930)
  - Zbigniew Wegehaupt, polski kontrabasista jazzowy (ur. 1954)
  - Andrzej Krzysztof Wróblewski, polski dziennikarz (ur. 1935)
  - Krystyna Zamiara, polska filozof (ur. 1940)
- 2013:
  - Bille Brown, australijski aktor (ur. 1952)
  - Mychajło Horyń, ukraiński polityk, dysydent (ur. 1930)
  - Michał Kulesza, polski prawnik (ur. 1948)
  - Henryk Langierowicz, polski trener koszykarski (ur. 1932)
  - Jack Recknitz, polsko-niemiecki aktor (ur. 1931)
  - Juwenaliusz (Tarasow), rosyjski duchowny prawosławny, biskup woroneski i lipiecki oraz kurski, schimnich (ur. 1929)
- 2014:
  - Anjali Devi, indyjska aktorka (ur. 1927)
  - Jean-François Fauchille, francuski pilot rajdowy (ur. 1947)
- 2015:
  - Mark Juddery, australijski pisarz, dziennikarz (ur. 1971)
  - Eugenia Malewska, polska pedagog (ur. 1935)
  - Hara Patnaik, indyjski aktor, reżyser filmowy (ur. 1958)
  - Trevor Ward-Davies, brytyjski basista, członek zespołu Dave Dee, Dozy, Beaky, Mick & Tich (ur. 1944)
- 2016:
  - Jan Ciechanowski, polski historyk (ur. 1930)
  - Giorgio Gomelsky, brytyjski impresario, realizator i producent muzyczny pochodzenia gruzińskiego (ur. 1934)
  - Mieczysław Herman, polski artysta plastyk (ur. 1938)
  - Gustaw Kron, polski aktor (ur. 1930)
  - Władimir Pribyłowski, rosyjski historyk, politolog, dziennikarz, obrońca praw człowieka (ur. 1956)
  - Mike Salmon, brytyjski kierowca wyścigowy (ur. 1933)
  - Zaharije Trnavčević, serbski dziennikarz, polityk (ur. 1926)
  - Tera Wray, amerykańska aktorka pornograficzna (ur. 1982)
- 2017:
  - Gilberto Agustoni, szwajcarski kardynał (ur. 1922)
  - Antony Armstrong-Jones, brytyjski fotograf, autor filmów dokumentalnych, polityk (ur. 1930)
  - Jolanta Dworzaczkowa, polska historyk (ur. 1923)
  - Tatiana Gierek, polska laryngolog (ur. 1942)
- 2018:
  - Mohammed Hazzaz, marokański piłkarz (ur. 1945)
  - Tzimis Panousis, grecki muzyk, wokalista, artysta kabaretowy (ur. 1954)
  - Jean Porter, amerykańska aktorka (ur. 1922)
  - Walter Schuster, austriacki narciarz alpejski (ur. 1929)
- 2019:
  - Ryszard Badura, polski lekarz weterynarii, chirurg (ur. 1923)
  - Roberto Reinaldo Cáceres González, argentyński duchowny katolicki, biskup Melo (ur. 1921)
  - Ryszard Karski, polski polityk, minister handlu zagranicznego, dyplomata (ur. 1926)
  - Philemon Masinga, południowoafrykański piłkarz (ur. 1969)
  - Kazimierz Zelek, polski biegacz narciarski (ur. 1937)
  - Béla Zsitnik, węgierski wioślarz (ur. 1924)
- 2020:
  - Jean Delumeau, francuski historyk (ur. 1923)
  - Carlos Girón, meksykański skoczek do wody (ur. 1954)
  - Maurice Moucheraud, francuski kolarz szosowy (ur. 1933)
- 2021:
  - Tim Bogert, amerykański basista, członek zespołów: Vanilla Fudge, Cactus i Beck, Bogert & Appice (ur. 1944)
  - Mario Cecchini, włoski duchowny katolicki, biskup Fano-Fossombrone-Cagli-Pergola (ur. 1933)
  - Siegfried Fischbacher, amerykański iluzjonista (ur. 1939)
  - Anna Górna, polska reżyserka i scenarzystka filmowa (ur. 1944)
  - Moses Hamungole, zambijski duchowny katolicki, biskup Monze (ur. 1967)
  - Bernd Kannenberg, niemiecki lekkoatleta, chodziarz (ur. 1942)
  - Marielle de Sarnez, francuska polityk, eurodeputowana (ur. 1951)
  - Eusébio Scheid, brazylijski duchowny katolicki, zakonnik sercanin, arcybiskup Florianópolis, kardynał (ur. 1932)
  - Sylvain Sylvain, amerykański gitarzysta, członek zespołów: New York Dolls i The Criminals (ur. 1951)
  - Philip Tartaglia, brytyjski duchowny katolicki, biskup Paisley, arcybiskup metropolita Glasgow (ur. 1951)
  - Maguito Vilela, brazylijski prawnik, polityk, gubernator Goiás, burmistrz Goiânii (ur. 1949)
- 2022:
  - Jean-Jacques Beineix, francuski reżyser, scenarzysta i producent filmowy (ur. 1946)
  - Andrzej Kozioł, polski wokalista, członek zespołu Vox (ur. 1949)
  - Josef Rusek, czeski ekolog, pedobiolog, zoolog (ur. 1938)
  - Raúl Vilches, kubański siatkarz (ur. 1954)
- 2023:
  - Gordana Kuić, serbska pisarka (ur. 1942)
  - Klas Lestander, szwedzki biathlonista (ur. 1931)
  - Marian Pokropek, polski etnograf, wykładowca akademicki (ur. 1932)
  - Julian Sands, brytyjski aktor (ur. 1958)
- 2024:
  - Krzysztof Belczyński, polski astronom, profesor nauk fizycznych (ur. 1972)
  - Jana Hlaváčová, czeska aktorka (ur. 1938)
  - Stephen Laybutt, australijski piłkarz (ur. 1977)
  - Juli Mira, hiszpański aktor (ur. 1949)
  - Jo-El Sonnier, amerykański piosenkarz i akordeonista country, autor tekstów (ur. 1946)
  - Romuald Twardowski, polski kompozytor (ur. 1930)
- 2025:
  - Alicja Bobrowska, polska aktorka (ur. 1936)
  - Stanisław Brudny, polski aktor (ur. 1930)
  - Jan Bruzda, polski architekt, profesor nauk technicznych (ur. 1930)
  - Bernd Cullmann, niemiecki lekkoatleta, sprinter (ur. 1939)
  - Keith Griffith, barbadoski piłkarz, trener (ur. 1947)
  - Maria Łuczyńska-Bruzda, polska architektka, profesor nauk technicznych (ur. 1933)
  - Anna Mieszkowska, polska pisarka, historyk teatru, dokumentalistka, publicystka (ur. 1958)
  - Jean Penders, holenderski historyk, polityk, eurodeputowany (ur. 1939)
  - Jerzy Preś, polski zootechnik, profesor nauk rolniczych (ur. 1926)
  - Mychajło Stelmach, ukraiński piłkarz (ur. 1966)
  - Oliviero Toscani, włoski fotografik (ur. 1942)
  - Edward Walewander, polski duchowny katolicki, pedagog, wykładowca akademicki (ur. 1947)